# JDO
JDO (Java Data Objects) é uma especificação da plataforma Java para persistência de objetos, existe também a JPA [Java_Persistence_API]. Uma das suas funcionalidades é o serviço de persistência para o modelo de domínio. Ela disponibiliza uma interface bem definida que provê uma camada de abstração entre as aplicações e armazenadores de dados de vários tipos. Os objetos persistentes na especificação JDO são objetos de classes simples escritas em  Java (POJOs); não existe necessidade de implementar certas interfaces ou estender classes especiais. A versão 1.0 da JDO foi desenvolvida através do Java Community Process como a JSR 12. A partir de 2004 iniciou-se o desenvolvimento da JDO 2.0 sob a JSR 243.